# Piastra dell'Indocina francese
La piastra è stata la moneta dell'Indocina francese tra il 1885 e il 1952. Era suddivisa in 100 centième o cent, ognuno di 5 sapeque.

100 piastre/riel cambogiane, 1954

## Storia
La piastra fu introdotta per aumentare le stabilità monetaria nelle colonie.
Inizialmente aveva lo stesso valore del peso messicano che era ampiamente diffuso nella regione in quel periodo. In Cambogia sostituì il franco, mentre in Laos sostituì il baht thailandese e in Vietnam il đồng. Inizialmente seguiva il "silver standard" con una 1 piastra = 24,4935 grammi di argento puro, che fu ridotto a 24,3 grammi nel 1895.
La piastra rimase nel silver standard fino al 1920, quando ebbe un rapporto fisso con il franco francese che comunque era instabile a causa dell'alto prezzo dell'argento.
Il silver standard fu ripristinato nel 1921 e mantenuto fino al 1930, quando la piastra ebbe un cambio fisso con il franco francese con un tasso di 1 piastra = 10 franchi. Durante la II guerra mondiale e l'occupazione giapponese, fu fissato un cambio di 0,976 piastra = 1 yen e il cambio con il franco fu ripristinato alla fine della guerra. Tuttavia nel dicembre 1945, per non sentire le influenze della svalutazione francese il rapporto fu fissato a 1 piastra = 17 franchi.
Nel 1946 fu introdotto il đồng del Vietnam del Nord che inizialmente sostituì la piastra alla pari. Nel 1952/1953 furono introdotti il kip laotiano (1952), il riel cambogiano (1953) ed il đồng del Vietnam del Sud (1953), tutti cambiati alla pari con la piastra. Inizialmente la carta-moneta recava il valore sia nelle valute locali sia in piastre, ma le monete ebbero fin dall'inizio il nome nella unità nazionale. All'inizio le valute locali circolarono accanto alla piastre. Il rapporto di 1 piastra = 10 franchi fu ripristinato nel 1953. Le banconote con la doppia denominazione circolarono fino al 1955 nel Vietnam del Sud e in Cambogia e fino al 1957 in Laos.

## Monete
Nel 1885 furono introdotte monete in bronzo da un 1 cent e in argento da 10, 20 e 50 cent e da 1 piastra. Queste monete furono seguite nel 1887 dalla moneta forata di bronzo da 1 sapeque. Nel 1895 il peso delle monete d'argento fu ridotto a causa della svalutazione della moneta. Dal 1896 anche la moneta da 1 cent era forata. Nel 1923 fu introdotta una moneta forata in cupro-nichel da 5 cent, seguita da una forata in bronzo da ½ cent nel 1935.
Nel 1939 furono introdotte monete di zinco da ½ cent e monete sia in nichel sia in cupro-nichel da 10 e da 20. Monete a nome dell'Etat Française furono emesse tra il 1942 e il 1944 con valori da ¼, 1 e 5 cent. Tutti e tre erano forate e quella da ¼ cent era in zinco e le altre due in alluminio. Nel 1945 furono introdotte le monete in alluminio da 10 e 20 cent, seguite dalla monete non forate in alluminio da 5 cent e in cupro-nichel da 1 piastra. L'ultima moneta da una piastra recava l'indicazione di "Fédération Indochinoise".
Il primo kip laotiano fu datato 1952, mentre il primo đồng del Sud Vietnam e il primo riel cambogiano erano datati 1953.

## Banconote

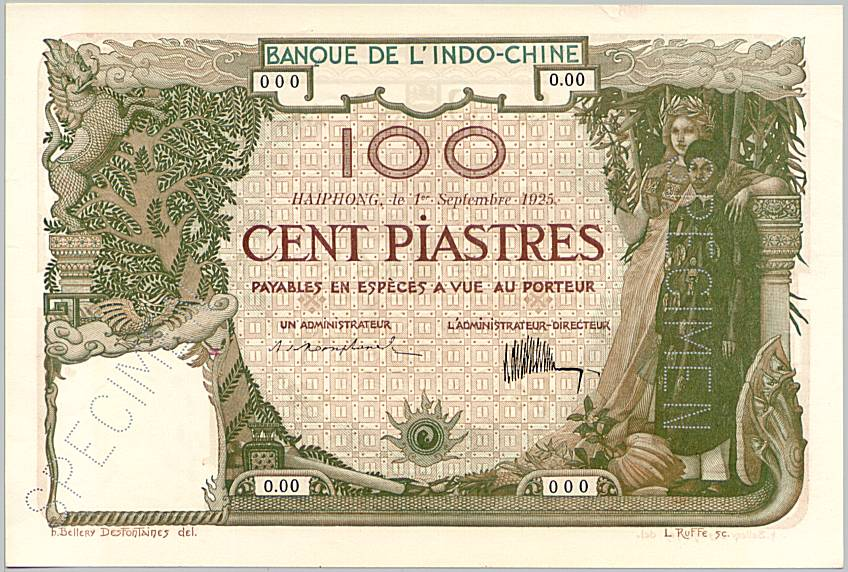
100 Piastres 1925, Haiphong Branch

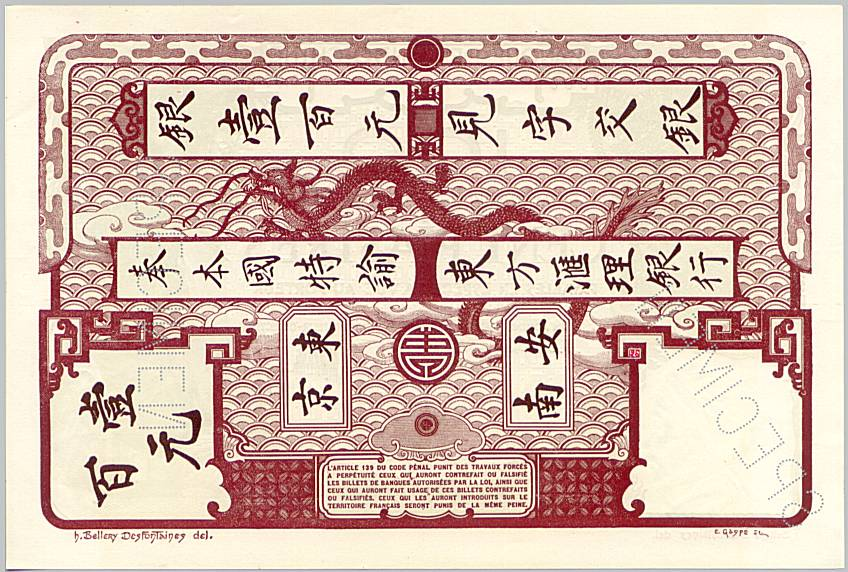
Verso

Nel 1892 la Banque de l'Indochine introdusse una banconota da 1 piastra, seguita l'anno successivo da quelle da 5, 20 e 100 piastre. Tra il 1920 e il 1922 furono anche emessi biglietti da 10, 20 e 50 cent. Nel 1939 il Gouvernement General de l'Indochine introdusse la banconota da 500 piastre, seguita da quella da 5 cent nel 1942; nel 1945 la Banque de l'Indochine introdusse le 50 piastre, seguita dalle 10 piastres nel 1947.
Nel 1953 l'Institut d'Emission des Etats du Cambodge, du Laos et du Vietnam divenne il responsabile per l'emissione della carta-moneta. Una banconota da 1 piastra fu emessa in questo anno a nome di tutti e tra gli stati. Inoltre tra il 1952 e il 1954 furono introdotte banconote e in una delle tre nuove valute che erano state create: riel cambogiano, kip laotiano e đồng sudvietnamita. Per la Cambogia furono introdotte banconote nei tagli da 1, 5, 10, 100 e 200 piastre/riel. Per il Laos da 1, 5, 10 e 100 piastre/kip e per il Vietnam del Sud da 1, 5, 10, 100 e 200 piastre/đồng.